# Mertensia corymbosa
Mertensia corymbosa là loài thực vật có hoa trong họ Mồ hôi. Loài này được (Lehm.) G. Don mô tả khoa học đầu tiên năm 1838.